# BC Oostende in het seizoen 2024/25
Het seizoen 2024/2025 was het 55e jaar in het bestaan van de Oostendse basketbalclub BC Oostende. De club kwam uit in de basketbalcompetitie van Nederland en België, de BNXT League. 

## Verloop
Oostende begon de BNXT League als uittredend landskampioen. De volgende spelers verlieten de club: Sam Van Rossom die op pensioen ging, Thibaut Tshienda-Baloji, Xander Pintelon, Damien Jefferson en Khalil Ahmad. Ook Gaëlle Bouzin verliet de club als assistent-coach en werd opgevolgd door Thomas Dreesen. Nieuwe spelers werden Timmy Allen, Chase Audige, Davion Mintz, Marcus Zegarowski en Noah Meeusen. 
In oktober 2024 tekende de Amerikaan Devontae Shuler nog bij Oostende. Begin december 2024 tekende de Amerikaan E.J. Anosike die eerder ook al voor Liège Basket speelde. Eind januari 2025 tekende de Nederlandse Marijn Ververs bij Oostende als vervanging voor de naar huis terug gekeerde Devontae Shuler. In februari verliet ook Davion Mintz de ploeg. Begin maart 2025 werd een einde gemaakt aan het contract van E.J. Anosike. Eind maart tekende de Amerikaan Caleb Daniels als versterking.
Oostende won de beker van België nadat ze in de finale de Leuven Bears versloegen. In het reguliere seizoen van de BNXT League werd Oostende derde. In de nationale play-offs veroverde ze hun veertiende landstitel op een rij door de Antwerp Giants, Kortrijk Spurs en Kangoeroes Mechelen te verslaan.

### Europees basketbal
In de Basketball Champions League werden ze derde in hun groep in de reguliere fase tegen clubs Baloncesto Málaga, Petkim Spor en Wilki Morskie Szczecin. In de play-ins verloor Oostende over drie wedstrijden van het Franse Nanterre 92 waardoor ze uitgeschakeld werden.

## Selectie
Antwerp Giants ·
Brussels Basketball ·
Den Helder Suns ·
Donar ·
Feyenoord ·
Heroes Den Bosch ·
Kangoeroes Basket Mechelen ·
Kortrijk Spurs ·
Landstede Hammers ·
Leuven Bears ·
Limburg United ·
LWD Basket ·
Okapi Aalst ·
Oostende ·
PrismaWorx BAL ·
Spirou Charleroi ·
QSTA United ·
Union Mons-Hainaut ·
ZZ Leiden